# Martín Iglesias
Martín Iglesias (Monte Grande, Buenos Aires, 3 de mayo de 1985) es un futbolista argentino que juega de enganche. Actualmente integra el plantel del General Lamadrid, de la Primera C.

## Biografía
Iglesias surgió de las divisiones inferiores de Italiano.

## Clubes
| Club                   | País      | Año           | PJ  | Goles |
| ---------------------- | --------- | ------------- | --- | ----- |
| Sportivo Italiano      | Argentina | 2005 - 2007   | 33  | 30    |
| Deportivo Español      | Argentina | 2007          | 14  | 10    |
| Justo José de Urquiza  | Argentina | 2007 - 2008   | 27  | 24    |
| Argentino de Merlo     | Argentina | 2008 - 2012   | 125 | 127   |
| Talleres (RdE)         | Argentina | 2012 - 2013   | 27  | 35    |
| Argentino de Merlo     | Argentina | 2013 - 2014   | 30  | 28    |
| Luján                  | Argentina | 2014          | 17  | 12    |
| Defensores de Belgrano | Argentina | 2015 - 2017   | 48  | 50    |
| Sportivo Barracas      | Argentina | 2017-2018     | 15  | 14    |
| Berazategui            | Argentina | 2018-2019     | 25  | 97    |
| General Lamadrid       | Argentina | 2019-presente | 7   | 22    |